# Seo Hye-lin
Seo Hyelin est née le 23 août 1993 à Gwangju en Corée du Sud. Elle est connue pour faire partie du girl group sud-coréen EXID.

## Carrière
En 2011, elle a participé à l'émission Superstar K3, passant les auditions pour la "SuperWeek".
En avril 2012, AB Entertainment annonce que les trois membres originelles Yuji, Dami et Haeryeong quitteront le groupe féminin EXID. Hyelin a ensuite rejoint le groupe avec Solji, qui est devenue la chanteuse principale d'EXID,.

## Filmographie

### Émissions télévisées
- 2011 : Superstar K3
- 2014 : Always Cantare
- 2015 : EXID's Showtime
- 2016 : King of Mask Singer
- 2016 : Weekly Idol